# Fang Xiongman
Fang Xiongman (chinesisch 方雄慢, Pinyin Fāng Xióng Màn; * 9. April 1993) ist ein chinesischer Snookerspieler.

## Karriere

### Amateur
In der Saison 2012/13 nahm Fang Xiongman erstmals an Turnieren der Players Tour Championship teil. Nachdem er beim zweiten Turnier der asiatischen Teilserie in der ersten Runde gegen Daniel Wells ausgeschieden war, gelang ihm beim dritten Turnier ein 4:0-Erstrundensieg gegen seinen Landsmann Li Yujin, bevor er in der zweiten Runde mit 2:4 gegen Zhang Anda verlor. In der Saison 2013/14 nahm er erstmals an einem vollwertigen Weltranglistenturnier teil; er erhielt eine Wildcard für das Shanghai Masters 2013 und unterlag dem Engländer David Gilbert in der Wildcardrunde nur knapp mit 4:5. Bei der Players Tour Championship 2013/14 startete er bei allen vier in Asien ausgetragenen Turnieren. Nachdem er bei den Yixing Open 2013 die zweite Runde erreicht hatte, schaffte er es bei den Zhangjiagang Open 2013, bei denen er unter anderem Tian Pengfei besiegte, ins Achtelfinale, in dem er sich seinem Landsmann Tang Jun mit 0:4 geschlagen geben musste. Bei den Zhengzhou Open 2013 schied er in der zweiten Runde aus, bei den Dongguan Open 2014 in der Runde der letzten 32 gegen den späteren Finalisten Liang Wenbo. Im Mai 2014 versuchte er sich über die Q School für die Main Tour zu qualifizieren. Nachdem er beim ersten Turnier in der ersten Runde ausgeschieden war, kam er jedoch auch im zweiten Turnier nicht über die zweite Runde hinaus.
In der Saison 2014/15 nahm Fang erneut an allen in China ausgetragenen PTC-Turnieren teil und erreichte dabei die zweite Runde bei den Yixing Open 2014 und den Haining Open 2014 sowie die dritte Runde bei den Xuzhou Open 2015. Im September 2015 nahm er zum zweiten Mal als Wildcardspieler an einem vollen Ranglistenturnier, dem Shanghai Masters teil. Dort gelang ihm mit einem 5:1-Sieg gegen den Waliser Jamie Jones der Einzug in die Hauptrunde, in der er dem damaligen Weltmeister Stuart Bingham mit 2:5 unterlag. Wenige Tage nachdem er bei den Haining Open 2015, dem einzigen asiatischen PTC-Turnier der Saison 2015/16, in der ersten Runde ausgeschieden war, verlor er in der Wildcardrunde der International Championship 2015 mit 2:6 gegen Daniel Wells.
Im Mai 2016 qualifizierte sich Fang über die Q School für die Main-Tour-Spielzeiten 2016/17 und 2017/18. Im entscheidenden Spiel seiner Gruppe gegen Daniel Womersley ging er zunächst mit 3:0 in Führung und konnte sich nach einer Aufholjagd des Engländers schließlich mit 4:3 durchsetzen.

### Profijahre
Die Saison 2016/17 startete für Fang mit einem überraschenden Sieg über Stephen Maguire in der Qualifikation zum Riga Masters, wo er in der ersten Hauptrunde dem damaligen Amateurspieler Andy Hicks unterlag. Bei den Indian Open besiegte er zwar seinen Landsmann Li Hang in der Qualifikation, verlor aber in der Wildcardrunde gegen den Inder Pankaj Advani. Die World Open, Shanghai Masters und European Masters verpasste er durch Qualifikationsniederlagen gegen Stephen Maguire (0:5), Eden Sharav (0:5) und Shaun Murphy (3:4). Auch die Qualifikation zum International Championship überstand er nach einem 2:6 gegen Luca Brecel nicht. Bei den Northern Ireland Open und dem UK Championship, für die man sich nicht qualifizieren musste, unterlag er in der ersten Runde Anthony McGill mit 2:4 und Ricky Walden mit 0:6. Auch die Scottish Open hatten keine Qualifikation und Fang besiegte in der ersten Runde Martin O’Donnell mit 4:2, verlor dann mit 0:4 gegen Mark Allen. Die German Masters verpasste er knapp, nachdem er Michael Wild im Decider nieder gerungen hatte, verlor er durch einen Whitewash gegen Mark Selby. Die Welsh Open endeten für ihn durch ein 1:4 gegen den Norweger Kurt Maflin in der ersten Runde. Beim Shoot-Out konnte Fang durch ein 68:37 nach Punkten gegen Adam Stefanow die zweite Runde erreichen, wo er Anthony Hamilton mit 0:115 unterlag. Beim Pro/Am-Turnier Gibraltar Open besiegte er den Amateur Mitchell Grinstead, ehe er mit 3:4, also wieder im Decider, Daniel Wells unterlag. Die China Open verpasste er durch ein 3:5 in der Qualifikation gegen Li Hang und auch beim Saisonabschluss, der Snookerweltmeisterschaft verlor er in der Qualifikation, aber erst in der zweiten Runde mit 4:10 gegen Mark King, nachdem er Zhang Anda mit 7:10 besiegt hatte. Fang beendete die Saison auf Weltranglistenplatz 102.
Im ersten Spiel der neuen Saison verlor Fang mit 1:4 das Qualifikationsspiel für die Riga Masters gegen Mark Joyce. Auch das Qualifikationsspiel für den China Championship verlor er mit 3:5 gegen Chris Wakelin. Die erste Runde des Paul Hunter Classics überstand er knapp mit 4:3 gegen Sanderson Lam, verlor anschließend aber gegen Paul Davison. Die Qualifikationsspiele für die Indian Open und die World Open verlor er gegen Graeme Dott mit 3:4 und gegen Thepchaiya Un-Nooh mit 1:5. Im Gegensatz dazu überstand er die Qualifikation zu den European Masters, er besiegte Rod Lawler, verlor dann aber mit 0:4 gegen den Australier Neil Robertson. Die Wildcard-Runde der English Open gewann er mit 4:0 gegen Joe O’Connor und auch in seiner Erstrundenpartie gegen Mark King war er siegreich. In der darauffolgenden Runde unterlag er Stuart Bingham. Die Qualifikationen zum International Championship 2017 und zum Shanghai Masters dagegen verlor er mit 4:6 gegen Peter Ebdon bzw. mit 4:5 gegen Matthew Stevens. Bei den Northern Ireland Open profitierte er von der freiwilligen Aufgabe Luca Brecels, ehe er mit 1:4 an Chris Wakelin scheiterte. Beim UK Championship verlor er in der ersten Runde gegen Mike Dunn, in der zweiten Runde der Scottish Open mit 2:4 gegen Marco Fu, nachdem er David Gilbert mit 3:4 besiegt hatte. Die German Masters verpasste er durch eine 4:5-Niederlage gegen Yuan Sijun. Das Shoot-Out war für ihn in der ersten Runde zu Ende, er verlor mit 47:53 nach Punkten gegen Liam Highfield. Ein Erfolg dagegen waren die Welsh Open. Die erste Runde überstand er mit einem 4:3 gegen Yuan Sijun, in der zweiten Runde besiegte er Chen Zifan mit 2:4. Erst in der Runde der letzten 32 unterlag er Barry Hawkins mit 2:4. Noch besser verliefen die Gibraltar Open. In der ersten Runde besiegte er den Deutschen Lukas Kleckers mit 4:2 und in der nächsten Runde Hammad Miah ebenfalls mit 4:2. Den Einzug ins Achtelfinale besiegelte er mit einem 4:3 über Brandon Sargeant, ehe er mit 1:4 dem späteren Sieger Ryan Day unterlag. Doch nach den beiden Erfolgen folgten zwei Niederlagen: In der Qualifikation zum China Open unterlag er Martin Gould mit 2:6 und in der ersten Qualifikationsrunde der Snookerweltmeisterschaft verlor er mit 8:10 gegen Lü Haotian. Fang beendete die Saison auf Weltranglistenplatz 90, was nicht für eine Qualifikation für die nächste Saison reichte.

### Erneute Versuche
Fang versuchte es sofort wieder über die Q School. In den ersten beiden Turnieren verlor er beiden Male in der dritten Runde seiner Gruppe; erst gegen Barry Pinches, dann gegen Jeff Cundy. Im dritten Turnier schaffte er es bis in Gruppenfinale, verlor aber mit 4:1 gegen Thor Chuan Leong, sodass er seinen Profistatus nicht sofort wieder erreichte.

## Erfolge

### Finalteilnahmen
| Ausgang         | Jahr | Turnier  | Finalgegner      | Ergebnis |
| --------------- | ---- | -------- | ---------------- | -------- |
| Amateurturniere |      |          |                  |          |
| Sieger          | 2016 | Q School | Daniel Womersley | 4:3      |
| Zweiter         | 2018 | Q School | Thor Chuan Leong | 1:4      |